# Rip It Up
Rip It Up var en indiepopfestival som har genomfördes i Värmlandsbro vid två tillfällen; 6-7 juli 2007 samt 18-19 juli 2008. Artister som har framträtt på festivalen är till exempel brittiska Television Personalities, som då gjorde sin första spelning i Sverige någonsin, The Tough Alliance, Jens Lekman, Air France och The Clientele.